# Jorsa
Jorsa (russisk: Ёрса, tr. Jorsa) er en flod i Republikken Komi i Rusland. Jorsa er en højre biflod til Petjora og er 206 km lang, med et afvandingsareal på 2.520 km².
Jorsa har sit udspring i Bolsjezemelskaja Tundraen og løber mod vest. Den mellemste og nederste del af floden løber gennem et ret mosepræget landskab og er ret slynget. Floden udmunder i Petjora.
De vigtigste bifloder er Letnjaja og Slepaja.